# Diego Bravo
Diego Antonio Bravo Silva (Coronel, Región del Biobío, 9 de octubre de 2002) es un futbolista profesional chileno. Juega de mediocampista y su equipo actual es Fernández Vial de la Segunda División de Chile.

## Trayectoria

### Inicios
Diego Bravo se formaría en las divisiones inferiores del Club Deportivo Huachipato. Oriundo de Coronel, con el arribo del DT Juan José Luvera a la banca del club, se haría un espacio junto a una camada juvenil afectada desde el Estallido Social del 2019 en Chile y la posterior pandemia de COVID-19 que impediría un desarrollo normal de las inferiores a nivel nacional.

### Huachipato
Durante la Temporada 2021, el elenco acerero le daría tiraje a sus inferiores y se plantearía la pelea de las distintas competencias con un plantel novel que sería de los más jóvenes del fútbol chileno. Bravo tendría la opción de debutar profesionalmente a los 18 años un 26 de mayo de 2021 en un partido válido por la fase de grupos de la Copa Sudamericana 2021 contra San Lorenzo de Almagro, reemplazando al minuto 74' a Javier Altamirano. El partido terminaría en una derrota del elenco acerero por 3 - 0, resultado que terminaría posicionando a Huachipato en el segundo lugar de su grupo en la copa.

## Estadísticas
| Club               | Div.          | Temporada     | Liga  | Liga  | Copas(1) | Copas(1) | Torneos internacionales(2) | Torneos internacionales(2) | Total(3) | Total(3) | Media goleadora |
| Club               | Div.          | Temporada     | Part. | Goles | Part.    | Goles    | Part.                      | Goles                      | Part.    | Goles    | Media goleadora |
| ------------------ | ------------- | ------------- | ----- | ----- | -------- | -------- | -------------------------- | -------------------------- | -------- | -------- | --------------- |
| Huachipato · Chile | 1.ª           | 2021          | —     | —     | 3        | 0        | 1                          | 0                          | 4        | 0        | 0.00            |
| Huachipato · Chile | 1.ª           | 2022          | 0     | 0     | 0        | 0        | 0                          | 0                          | 0        | 0        | 0.00            |
| Huachipato · Chile | Total club    | Total club    | 0     | 0     | 3        | 0        | 1                          | 0                          | 4        | 0        | 0.00            |
| Total carrera      | Total carrera | Total carrera | 0     | 0     | 3        | 0        | 1                          | 0                          | 4        | 0        | 0.00            |